# Perényi-Lukács család
A perényi báró Perényi-Lukács család a régi eredetű, magyarországi főnemesi családok egyike.

## Története
A család eredetileg az erzsébetvárosi Lukács nevet használta. Ebből a családból három testvér, György, Miklós és Sándor 1912. december 17-én bárói rangot kaptak Ferenc Józseftől, és ezzel együtt királyi engedélyt is, hogy édesanyjuk, báró Perényi Marjorie családjának a nevét, előnevét és címerét egyesítsék sajátjukkal, így a Perényi-Lukács kettős nevet vették fel. Ezután erzsébetvárosi előnevüket el is hagyták, csak a perényi predikátumot használták a továbbiakban. A három Perényi-Lukács fivérnek a szülei dr. erzsébetvárosi Lukács György (1865–1950), országgyűlési képviselő, vallás- és közoktatásügyi miniszter, Békés vármegye és Hódmezővásárhely főispánja és báró perényi Perényi Marjorie (1875–1949) asszony voltak. Az apai nagyszülei erzsébetvárosi Lukács György (1820–1892) államtitkár és Tar Krisztina voltak. Az anyai nagyszülei báró perényi Perényi Péter (1839–1896), országgyűlési képviselő, földbirtokos és tiszaújhelyi Újhelyi Ilona (1850–1930) asszony voltak.
A családból kiemelendő Perényi-Lukács György (1903–1988), aki közgazdász, egyetemi tanár és diplomata volt, a második világháború után azonban az Amerikai Egyesült Államokba emigrált. Szintén szép pályát futott be öccse, Miklós (1905–86) karmesterként és az Operaház igazgatójaként.